# Lifan 320
Der Lifan 320 ist ein zwischen 2008 und 2018 gebauter Kleinwagen des chinesischen Automobilherstellers Lifan. 
Der Fünftürer ähnelt dem Mini. Er wird von einem 1,3-Liter-Vierzylindermotor angetrieben und verfügt über ein Fünfgang-Schaltgetriebe. Die Höchstgeschwindigkeit beträgt 155 km/h.
Seit 2013 wird parallel der Lifan 330 hergestellt.
In Deutschland ist das Modell nicht erhältlich.

## Sicherheit
Bei einem Crashtest im Rahmen des Latin NCAP erhielt der Lifan 320 keinen Stern. Laut Latin NCAP erwies sich die Karosseriestruktur als instabil, so dass der Lifan 320 eines der unsichersten Fahrzeuge in der Region sei. Entsprechend den Richtlinien dieses Programms hatte das geprüfte, in China produzierte und auf dem chilenischen Markt verkaufte Modell keine Airbags, anders als die bei Lifan Motors Uruguay gefertigte Version.

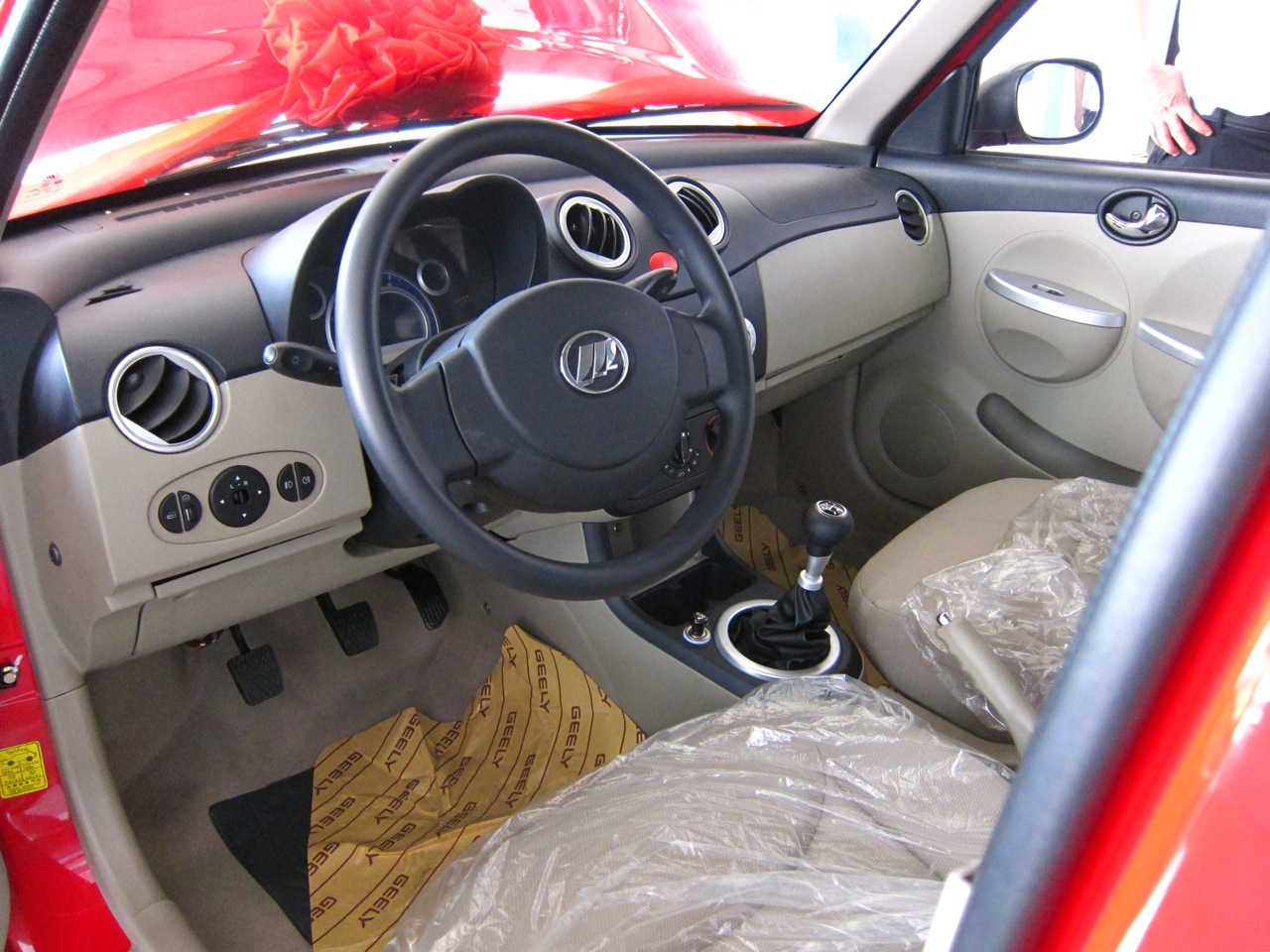
Innenraum
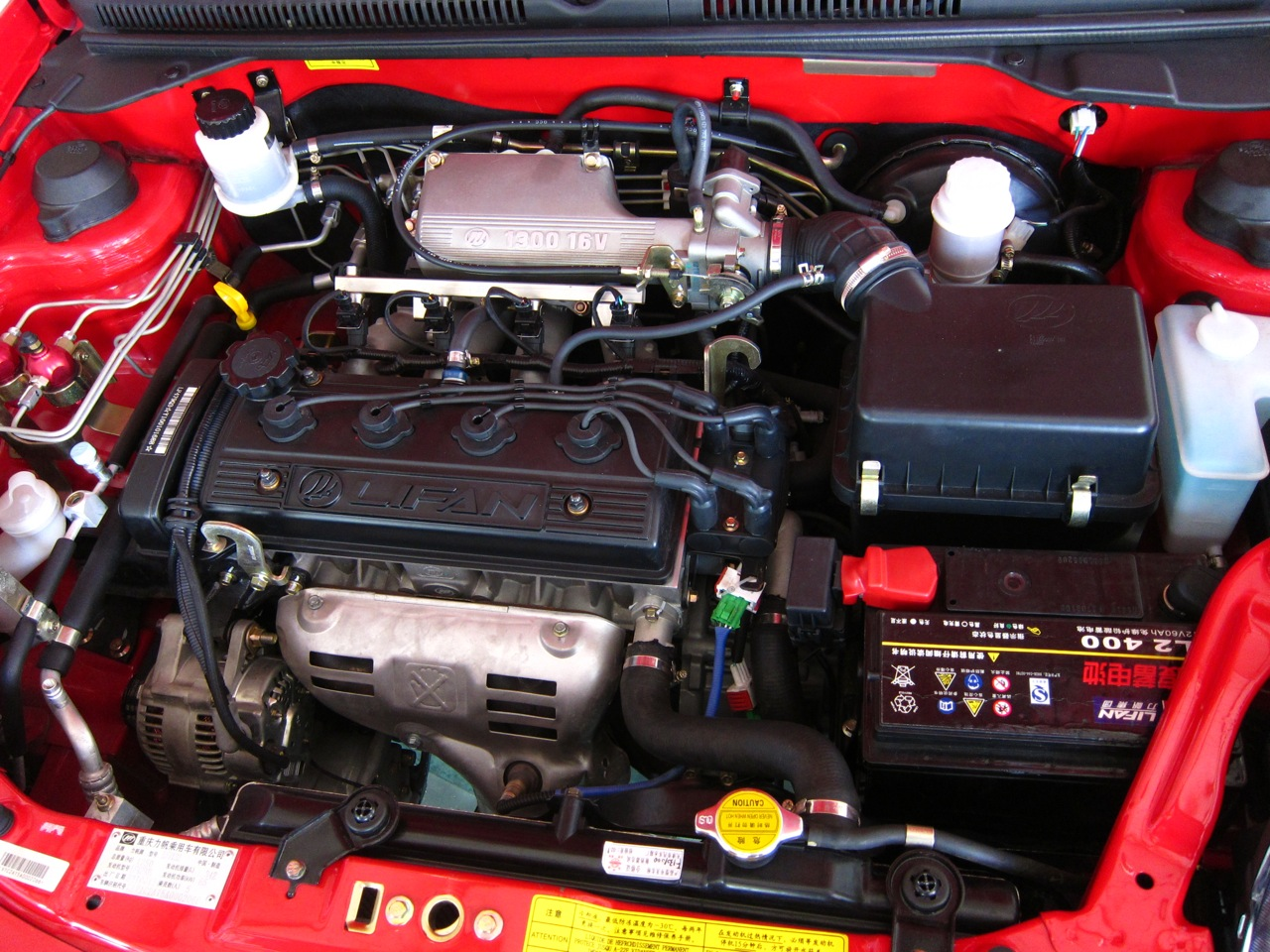
Motorraum
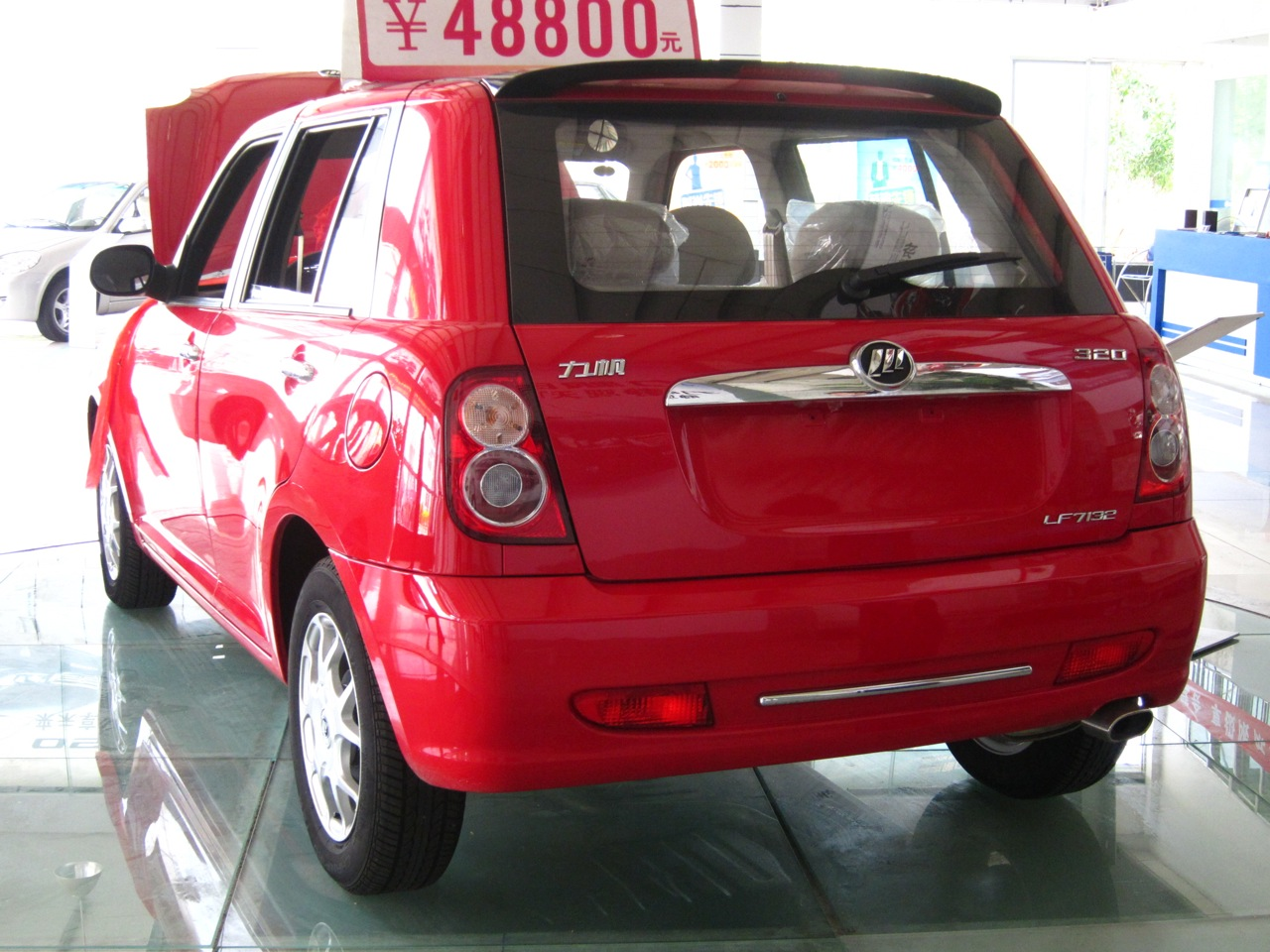
Heckansicht
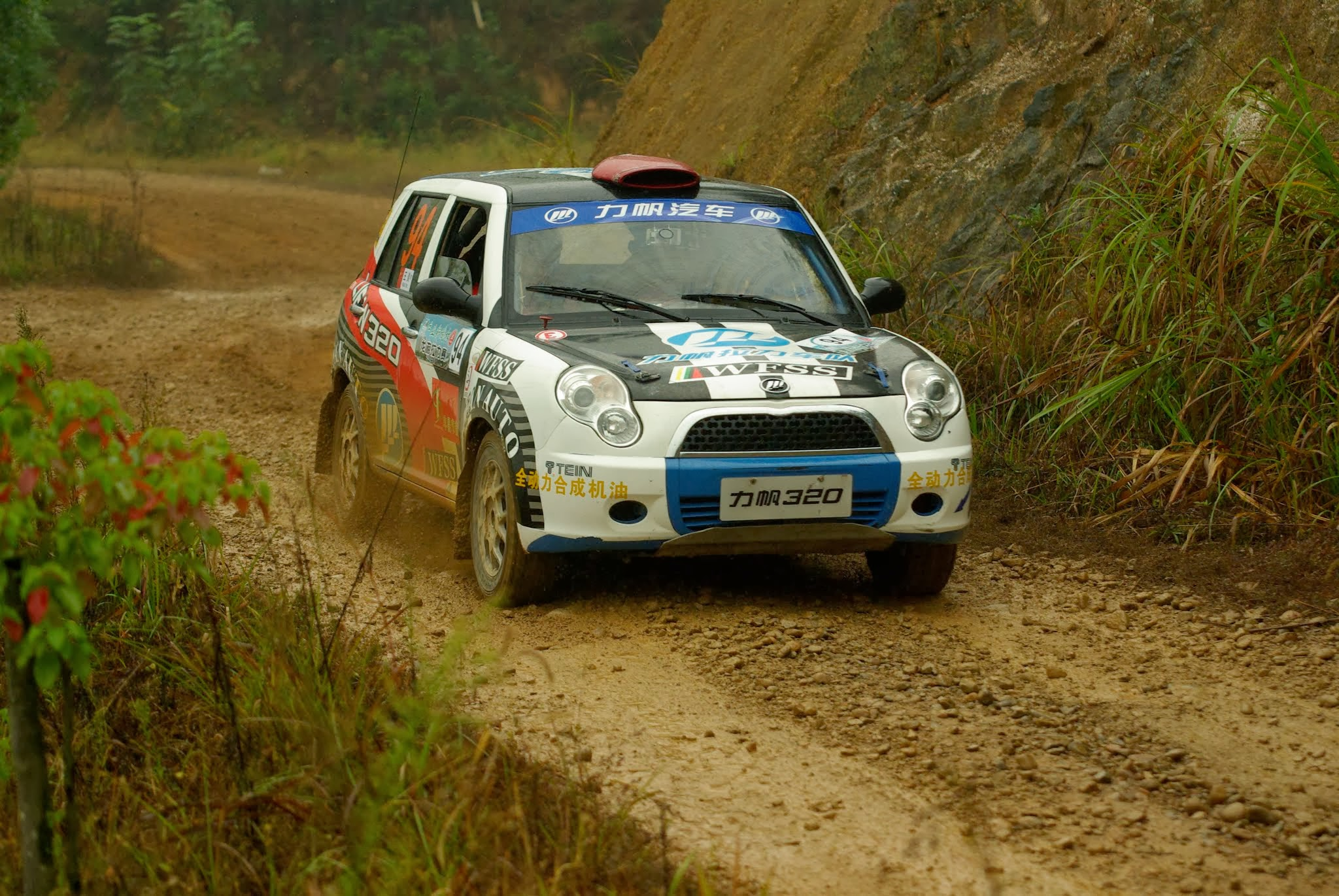
Lifan 320 im Rallye-Einsatz